# Fernanda Velez
Maria Fernanda Pardaleiro Velez (20 de fevereiro de 1961) é uma professora, deputada e política portuguesa. Ela é deputada à Assembleia da República na XIV legislatura pelo Partido Social Democrata.